# اقلیم قطبی

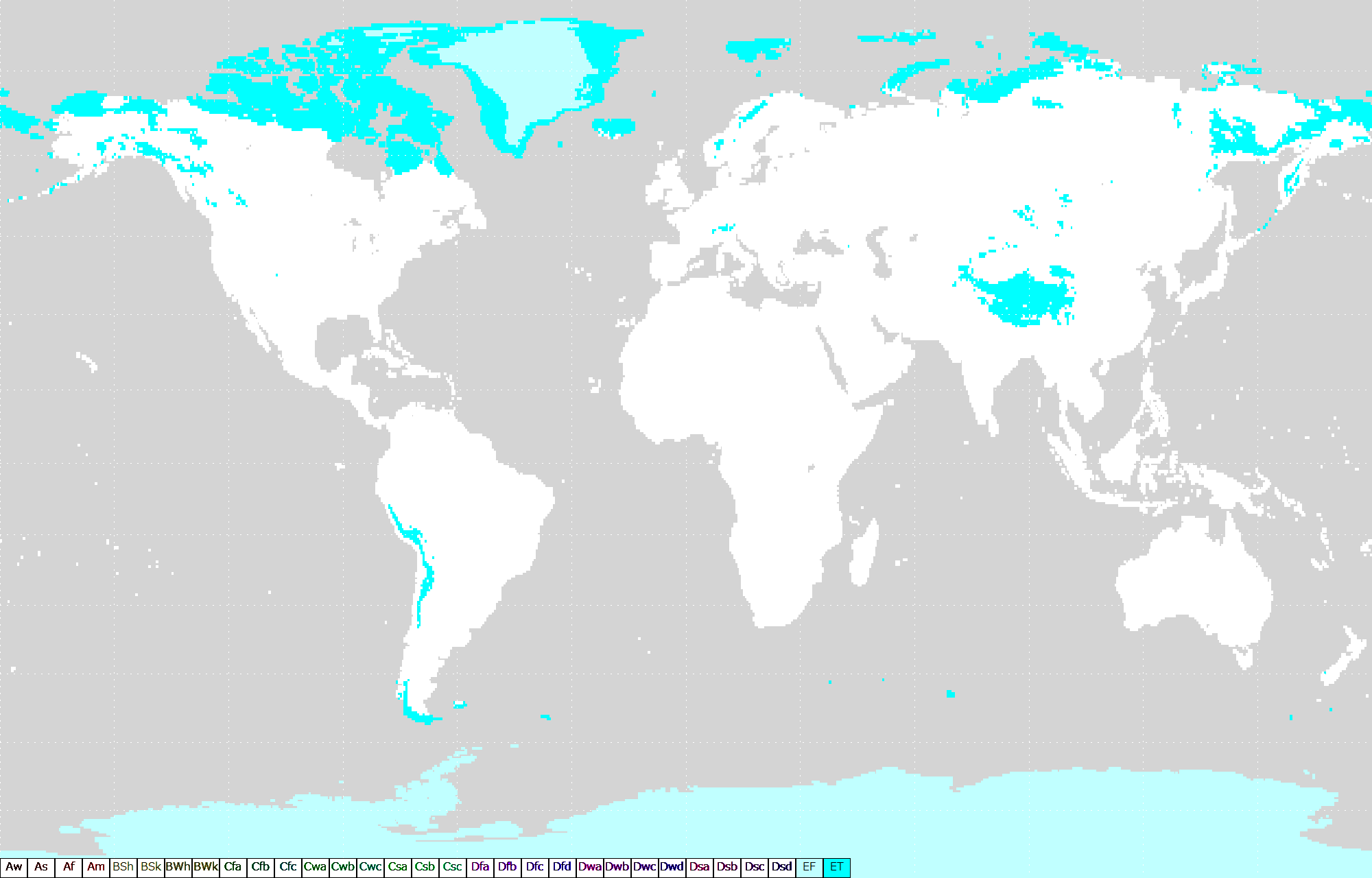
مناطق دارای آب و هوای قطبی بر پایه طبقه‌بندی کوپن

تابش خورشید در مناطق قطبی به دلیل زاویه کمتر آن نسبت به مناطق استوایی دارای شدت کمتری است. یکی دیگر از دلایل شدت کمتر تابش این است که نور خورشید برای رسیدن به زمین در مناطق قطبی باید مسافت بیشتری را در جو زمین بپیماید.

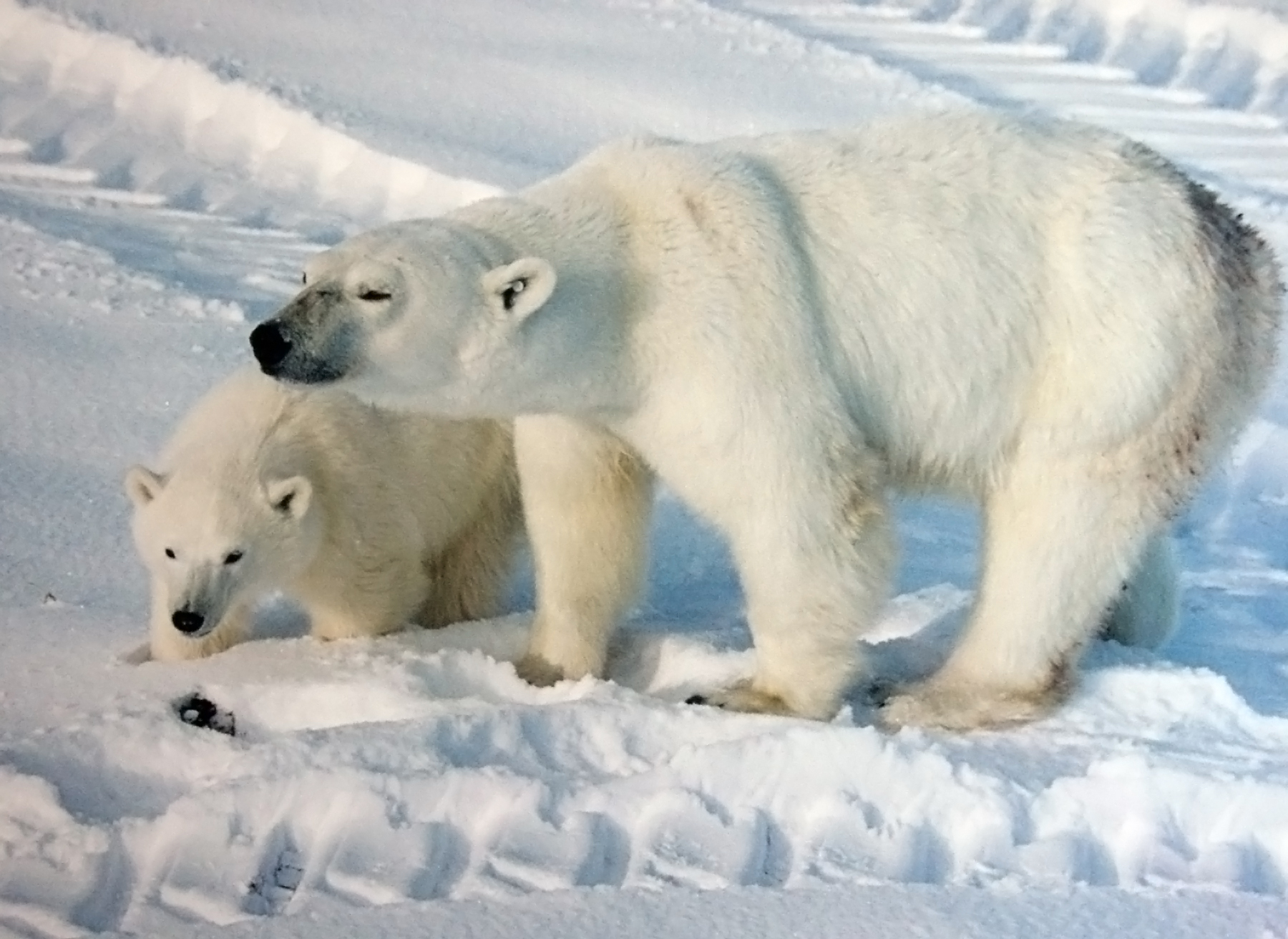
یک خرس قطبی به همراه توله آن.

اقلیم قطبی مناطقی را در بر می‌گیرد که با ویژگی‌هایی مانند نبود تابستان‌های گرم مشخص می‌شود. میانگین دمای هوا در همه ماه‌های سال در اقلیم قطبی کمتر از ۱۰ درجه سلسیوس (۵۰ درجه فارنهایت) است. سرزمین‌های دارای اقلیم قطبی بیش از ۲۰ درصد از مساحت زمین را می‌پوشانند. در این مناطق خورشید در تابستان در ساعت‌های طولانی و در زمستان در ساعت‌های بسیار کمتری می‌تابد. اقلیم قطبی باعث پیدایش مناطق بدون درخت توندرا، یخچال‌های طبیعی و لایه‌های دائمی یا نیمه‌دائمی یخ می‌شود. در این نوع اقلیم تابستان‌ها گرم نیستند و زمستان‌ها بسیار سرد است.

## زیرگونه‌ها

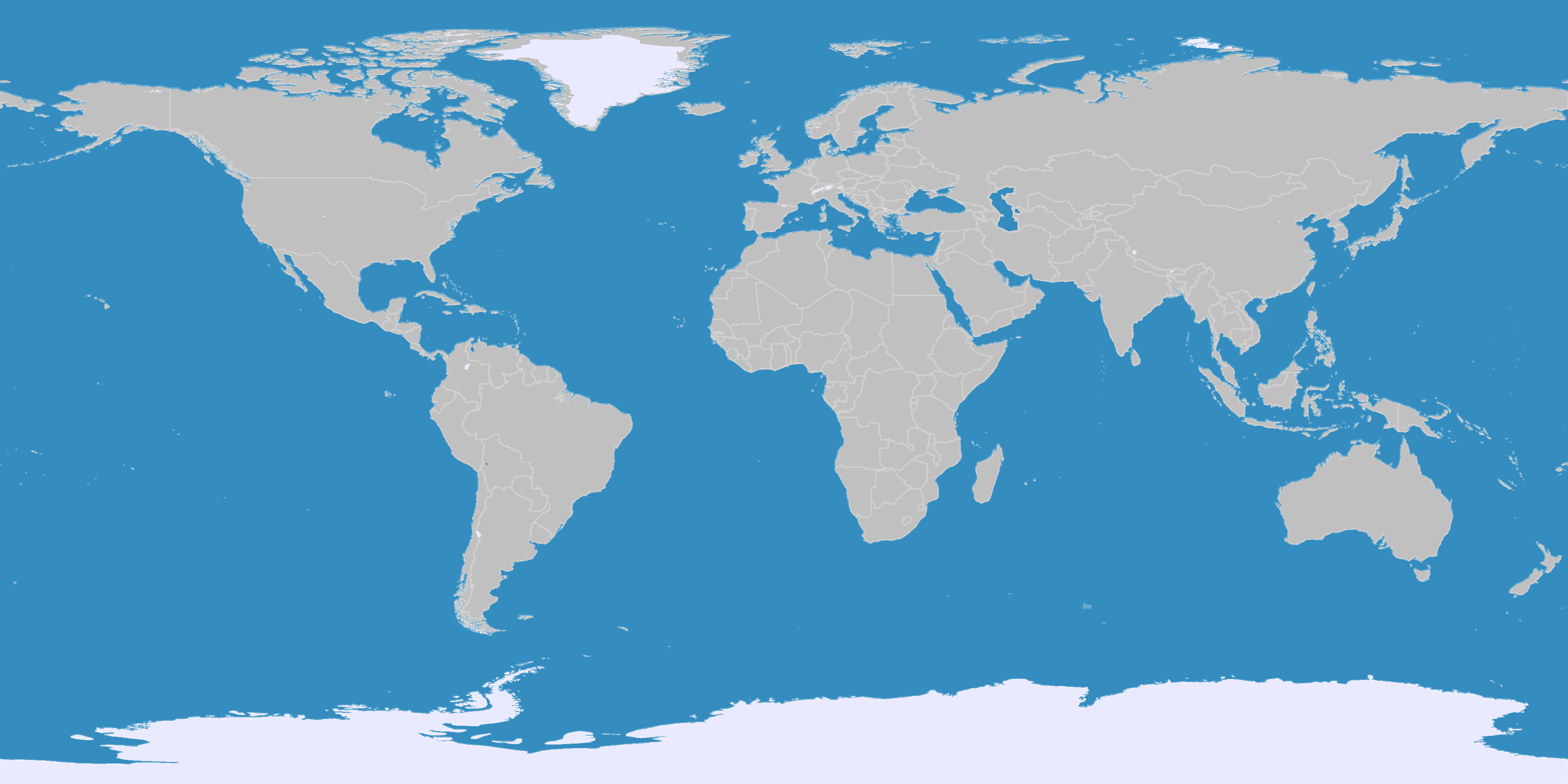
نقشه جغرافیایی زیرگونه‌های اقلیم قطبی

دو نوع اقلیم قطبی وجود دارد: اقلیم توندرا (ET) و اقلیم کلاهک‌های یخی (EF). اقلیم توندرا با ویژگی‌هایی مانند داشتن حداقل یک ماه با میانگین دمای بالاتر از صفر درجه سلسیوس شناخته می‌شود در حالی که در اقلیم کلاهک یخی میانگین دمای هیچ ماهی بالاتر از صفر درجه نیست. در اقلیم توندرا درختان نمی‌توانند رشد کنند ولی برخی گونه‌های سازگارشده گیاهان قادر به رشد هستند. در اقلیم کلاهک یخی هیچ گیاهی نمی‌تواند رشد کند و یخ به تدریج انباشته می‌شود تا زمانی که به جایی دیگر جریان یابد. برخی از مناطق مرتفع در روی زمین دارای آب‌وهوایی هستند که در آن میانگین دمای هیچ ماهی ۱۰ درجه سلسیوس یا بالاتر از آن نیست، ولی این وضعیت ناشی از تأثیر فرازا است و این نوع اقلیم را اقلیم آلپی می‌نامند. اقلیم آلپی می‌تواند ویژگی‌های اقلیم توندرا یا اقلیم کلاهک یخی را داشته باشد.

## مناطق اقلیم قطبی
بر روی کره زمین، جنوبگان تنها قاره‌ای است که در آن اقلیم قطبی کلاهک‌های یخی وضعیت غالب و اصلی است. جزیره گرینلند نیز به جز چند منطقه ساحلی منفرد دارای اقلیم قطبی کلاهک‌های یخی است. مناطق ساحلی گرینلند که یخسارهای دائمی ندارند، دارای اقلیم ملایم‌تر توندرا هستند. شمالی‌ترین بخش از توده خشکی اوراسیا از انتهای شمال شرقی اسکاندیناوی به سمت شرق تا تنگه برینگ، مناطق وسیعی از شمال سیبری و شمال ایسلند نیز دارای اقلیم توندرا هستند. مناطق پهناوری در شمال کانادا و شمال آلاسکا دارای اقلیم توندرا هستند که در بیشتر بخش‌های شمالی کانادا به اقلیم کلاهک‌های یخی تغییر می‌کند. جنوبی‌ترین بخش آمریکای جنوبی (تیرا دل فوئگو در مجاورت گذرگاه دریک) و جزیره‌های زیرجنوبگانی مانند جزایر شتلند جنوبی و جزایر فالکلند دارای اقلیم توندرا با گرمای ملایم بوده که در آن گرمای هیچ‌یک از ماه‌ها به ۱۰ درجه سلسیوس نمی‌رسد. این سرزمین‌های پست زیرجنوبگانی نسبت به مناطق توندرایی در حوضه شمالگان در عرض‌های جغرافیایی پایین‌تر یافت می‌شوند.

### شمالگان

نقشه شمالگان. خط قرمز نشان‌دهنده خط هم‌دمای ۱۰ درجه سلسیوس در ماه ژوئیه است و مناطق سفید نشان‌دهنده کمینه گسترش یخ‌های دریا در تابستان ۱۹۷۵ است.

برخی از بخش‌های شمالگان در تمام طول سال از یخ (یخ دریا، یخ یخچال‌های طبیعی یا برف) پوشیده شده‌اند و تقریباً همه بخش‌های شمالگان دوره‌های زمانی طولانی پوشیده‌شدن سطح با برخی از انواع یخ را تجربه می‌کنند. میانگین دمای ژانویه از حدود ۴۰- تا صفر درجه متغیر و دمای زمستان در مناطق وسیعی از شمالگان ممکن است به ۵۰- درجه سلسیوس برسد. میانگین دمای ژوئیه نیز از ۱۰- تا ۱۰+ درجه متغیر بوده و گاهی در تابستان ممکن است در برخی نقاط از ۳۰+ درجه نیز بگذرد.
شمالگان از اقیانوسی تشکیل شده که تقریباً به‌طور کامل با خشکی‌ها احاطه شده‌است. به همین دلیل آب‌وهوای بیشتر نقاط شمالگان توسط آب دریا که دمای آن هیچ‌گاه به زیر ۲- درجه سلسیوس نمی‌رسد، تعدیل می‌شود. در زمستان این آب‌های گرم‌تر با وجود پوشیده‌شدن توسط توده یخ شمالگان، مانع از این می‌شود که قطب شمال به سردترین نقطه در نیم‌کره شمالی تبدیل شود و این امر یکی از دلایلی است که باعث شده جنوبگان بسیار سردتر از شمالگان باشد. در تابستان نیز حضور آب در نزدیکی سواحل، از گرم‌شدن زیاد این نقاط جلوگیری می‌کند. این وضعیت شبیه حالتی است که در مناطق معتدل دارای اقلیم اقیانوسی روی می‌دهد.

### جنوبگان
جنوبگان سردترین آب‌وهوا را در روی کره زمین دارد. رکورد پایین‌ترین دمای ثبت‌شده زمین متعلق به پایگاه وستوک در جنوبگان به میزان ۸۹٫۲− درجه سلسیوس است. همچنین جنوبگان با میانگین بارندگی سالانه ۱۶۶ میلی‌متر بسیار خشک بوده و نوعی بیابان به‌شمار می‌رود. با این حال در بیشتر بخش‌های این قاره، برف‌ها به ندرت ذوب می‌شوند و در نهایت با فشرده‌شدن به یخچال طبیعی تبدیل شده و یخسارها را پدید می‌آورند. جبهه‌های هوا نیز به ندرت به درون قاره جنوبگان نفوذ می‌کنند.